# Cabdill comú
El cabdill comú (Todirostrum cinereum) és un ocell de la família dels tirànids (Tyrannidae).

## Hàbitat i distribució
Habita el bosc obert, matolls, ciutats i clars del bosc de les terres baixes des de Mèxic al centre de Veracruz, nord d'Oaxaca, Tabasco, Campeche i Quintana Roo, cap al sud, a la llarga d'ambdues vessants fins a Panamà, i des de Colòmbia, Veneçuela i Guaiana, cap al sud, per l'oest dels Andes fins al nord-oest del Perú i, a través de l'est de l'Equador i est del Perú fins al nord i l'est de Bolívia, nord de Paraguai i Brasil.